# 普霍夫足球俱乐部
普霍夫足球俱乐部（FK Púchov）原名普霍夫斗牛士，是一家位于普霍夫的斯洛伐克的足球俱乐部。 
2006年7月，俱乐部与其最大的赞助商——斯洛伐克国内著名的轮胎企业斗牛士集团（Matador a.s.）解约，而更名为普霍夫足球俱乐部。 